# Чебоксары-Арена
Чебоксары-Арена — спортивный комплекс (ледовый дворец) в Чебоксарах (Чувашская Республика). Вместимость — 7500 человек.

## Функциональность
Соответствует требованиям Континентальной хоккейной лиги. Имеются тренировочный каток, тренажёрный зал; конференц-зал, кафе, подземная автостоянка.
Проводятся концерты и спортивные мероприятия.

## История
Ледовый дворец был открыт в 3 июня 2015 года.
Оператором ледового дворца является Автономное учреждение Чувашской Республики «Центр спортивной подготовки сборных команд Чувашской Республики имени А. Игнатьева»
С 2016 года является домашней ареной ХК «Чебоксары».